# Helixanthera coccinea
Helixanthera coccinea là một loài thực vật có hoa trong họ Loranthaceae. Loài này được (Jack) Danser mô tả khoa học đầu tiên năm 1929.